# Zimowa Uniwersjada 1964

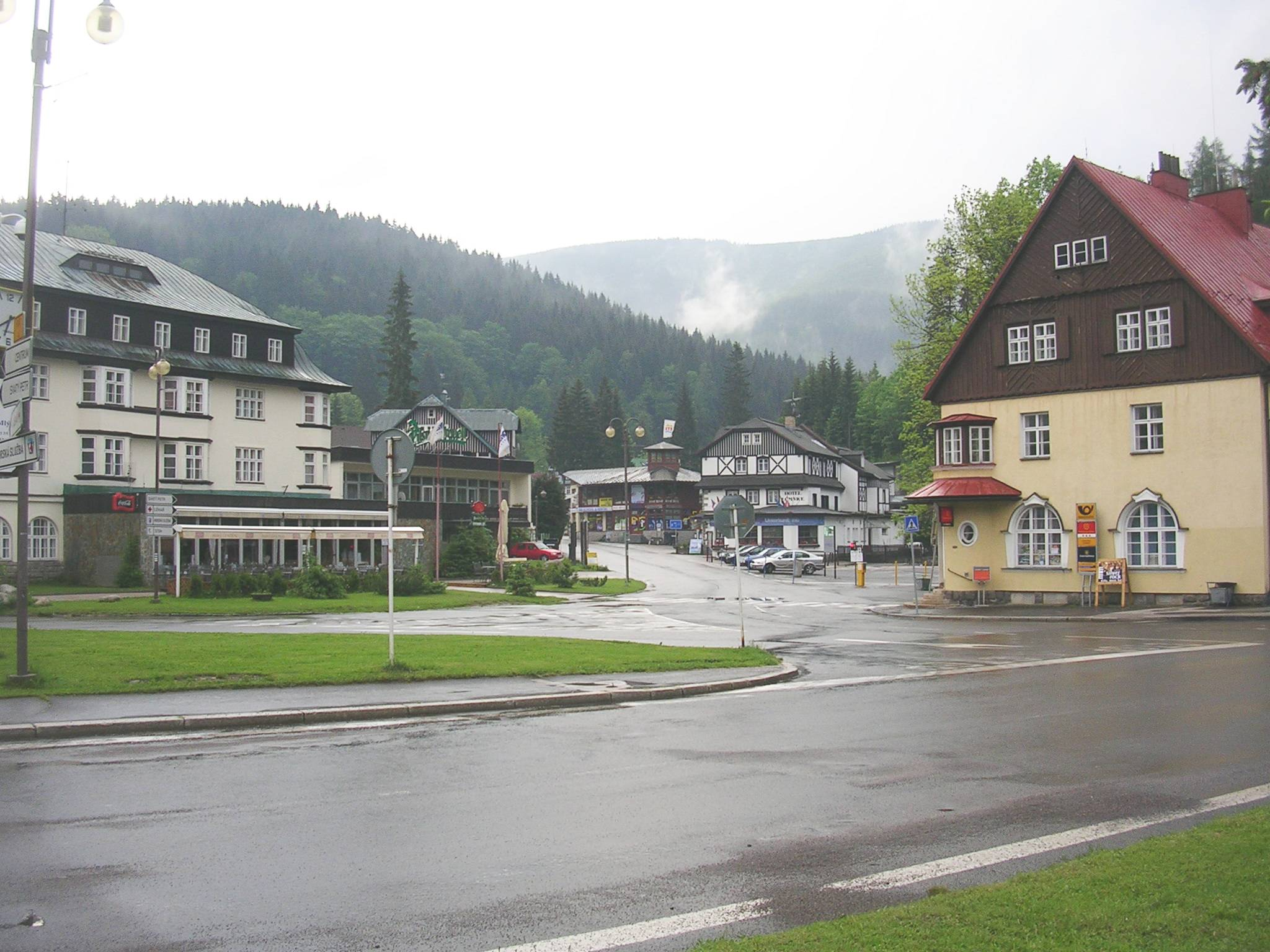
Szplinderowy Młyn - centrum miasteczka

3. Zimowa Uniwersjada – międzynarodowe zawody sportowców – studentów, które odbyły się ówczesnej Czechosłowacji w kurorcie Szpindlerowy Młyn. Impreza została zorganizowana między 11 a 17 lutego 1964 roku. W Karkonosze przybyło 410 zawodników z 21 krajów. Nad organizacją zawodów czuwała Fédération Internationale du Sport Universitaire.

## Polskie medale
Reprezentanci Polski zdobyli 6 medali. Wynik ten dał polskiej drużynie 8. miejsce w klasyfikacji medalowej.

### Złoto
- Jerzy Woyna Orlewicz – narciarstwo alpejskie, slalom gigant

### Brąz
- Andrzej Sztolf – narciarstwo klasyczne, skoki narciarskie, indywidualnie
- Weronika Budny – narciarstwo klasyczne, bieg na 8 km
- Anna Ustupska, Joanna Łopuszyńska, Weronika Budny – narciarstwo klasyczne, sztafeta 3 x 4 km
- Józef Łupieżowiec, Szymon Krasicki, Kazimierz Zelek, S. Lassak – narciarstwo klasyczne, sztafeta 4 x 8 km
- Jerzy Woyna Orlewicz – narciarstwo alpejskie, kombinacja

## Klasyfikacja medalowa
| Klasyfikacja medalowa | Klasyfikacja medalowa | Klasyfikacja medalowa | Klasyfikacja medalowa | Klasyfikacja medalowa | Klasyfikacja medalowa |
| --------------------- | --------------------- | --------------------- | --------------------- | --------------------- | --------------------- |
| Miejsce               | Reprezentacja         | Złoto                 | Srebro                | Brąz                  | Razem                 |
| 1                     | RFN                   | 3                     | 3                     | 1                     | 7                     |
| 2                     | ZSRR                  | 3                     | 2                     | 3                     | 8                     |
| 3                     | Austria               | 2                     | 2                     | 2                     | 6                     |
| 4                     | Francja               | 2                     | 1                     | 2                     | 5                     |
| 5                     | Japonia               | 1                     | 4                     | 1                     | 6                     |
| 6                     | Szwajcaria            | 1                     | 1                     | 1                     | 3                     |
| 7                     | Czechosłowacja        | 1                     | 1                     | 1                     | 3                     |
| 8                     | Polska                | 1                     | 0                     | 5                     | 6                     |
| 9                     | Węgry                 | 1                     | 0                     | 0                     | 1                     |
| 10                    | Bułgaria              | 0                     | 1                     | 0                     | 1                     |
| 11                    | Rumunia               | 0                     | 0                     | 1                     | 1                     |